# Timana vulgaria
Timana vulgaria är en fjärilsart som beskrevs av Carl Plötz 1880. Timana vulgaria ingår i släktet Timana och familjen mätare. Inga underarter finns listade i Catalogue of Life.